# Doze Futebol Clube
Il Doze Futebol Clube, nota anche semplicemente come Doze, è una società calcistica brasiliana con sede nella città di Vitória, capitale dello stato dell'Espírito Santo.

## Storia
Il club è stato fondato il 18 novembre 2014. Ha terminato il Campeonato Capixaba Série B come finalista nel 2015, dopo aver perso la finale con l'Espírito Santo ed è stato finalista del Campionato Capixaba nel 2017, dopo aver perso la finale con l'Atlético Itapemirim.